# Plakodus
Plakodus (Placodus) – rodzaj zauropteryga z grupy plakodontów (Placodontia) żyjącego w środkowym triasie na obecnych terenach Europy i Azji.

## Morfologia
Plakodus był dużym zauropterygiem ze szpatułkowatym rostrum. Trzy zęby przedszczękowe, przypominające siekacze, były powiększone i silnie zakrzywione ku przodowi. Na podniebieniu znajdowały się trzy szerokie zęby. Kości nosowe, czołowe i ciemieniowe były złączone u osobników dorosłych. Plakodus był jedynym oprócz paraplakodusa nieopancerzonym plakodontem. Mierzył nieco ponad 2 m długości, a ogólną budową przypominał syreny morskie. Wzrost jego masy ciała umożliwiały duże, ciężkie gastralia.

## Paleobiologia i paleoekologia

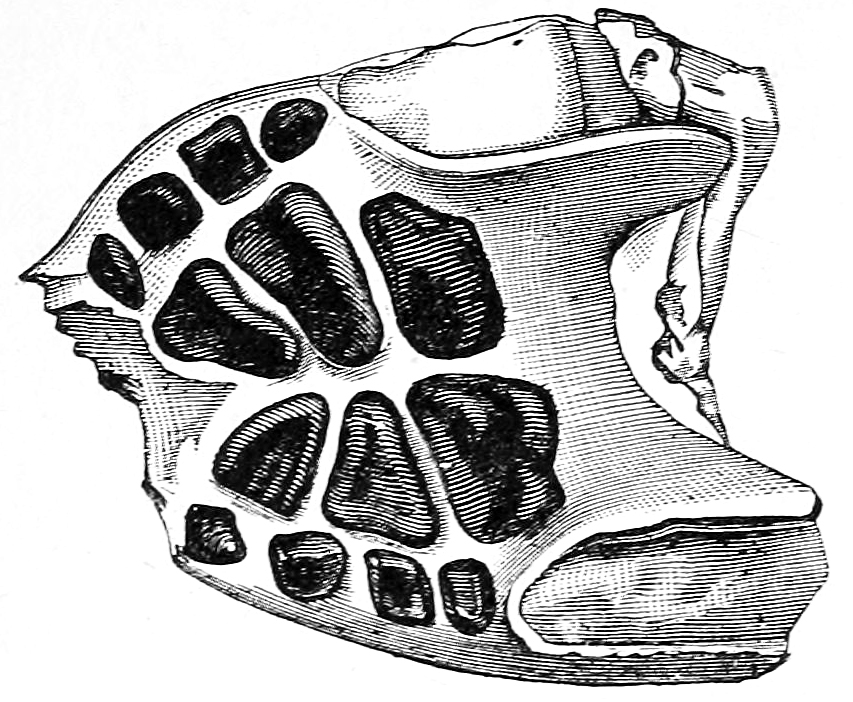
Spodnia strona dzioba Placodus gigas

Większość autorów twierdziła, że plakodus był durofagiem, czyli odżywiał się małżami. Przednie zęby miały służyć do podnoszenia małżów z dna morskiego, a tylne trzonowce do ich miażdżenia. W 2010 roku Diedrich zasugerował jednak, że Placodus nie zjadał małżów, lecz żywił się miękkimi roślinami morskimi i wodorostami, na co zdaniem autora wskazuje budowa szczęk i zębów oraz morfologia szkieletu – konwergentne u plakodusa i trzeciorzędowych brzegowców, takich jak Halitherium. Za hipotezą tą przemawia fakt, że w miejscu żołądka u plakodusów nigdy nie znaleziono skamieniałości muszli. Diedrich zasugerował również, że podobnie jak brzegowce, Placodus żył w dużych grupach. Głównymi źródłami napędu podczas pływania były prawdopodobnie ogon i przednie kończyny.
Analizy histologiczne kości udowej sugerują, że Placodus rósł stosunkowo szybko.

## Paleobiogeografia

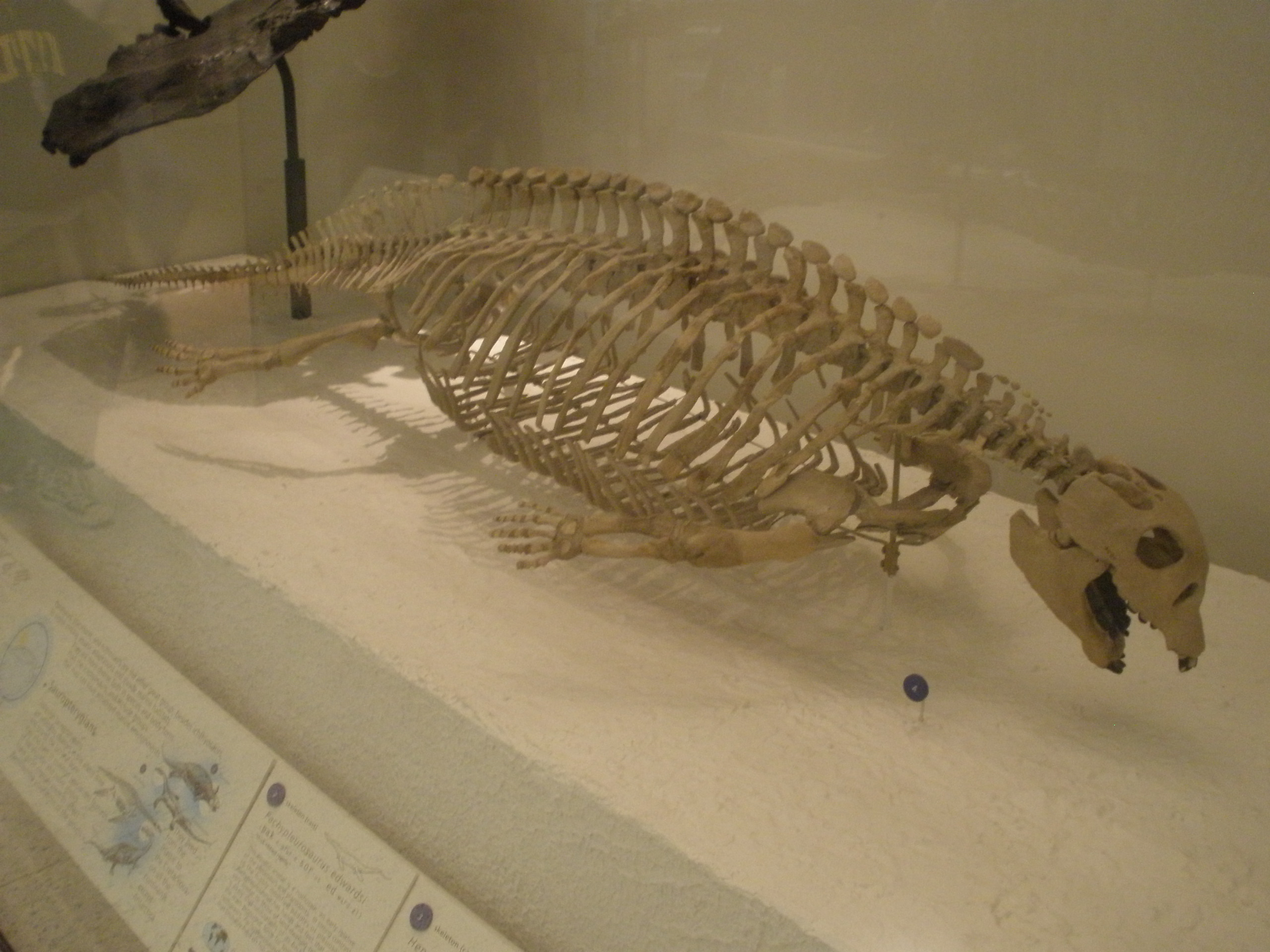
Szkielet plakodusa

Plakodus żył w środkowym triasie, od anizyku do ladynu, na terenach współczesnych Europy i Azji, a wówczas Oceanu Tetydy. Skamieniałości znaleziono m.in. w Basenie Germańskim (w tym również na Górnym Śląsku) oraz Chinach.

## Klasyfikacja
Rodzaj Placodus i jego gatunek typowy, P. gigas, zostały nazwane w 1833 roku przez Louisa Agassiza, który ich skamieniałości uznał za pozostałości ryb z rodziny Pycnodontidae. W 1858 roku Richard Owen rozpoznał w nich szczątki gadów i zasugerował pokrewieństwo z zauropterygami. Niektórzy autorzy kwestionowali tę hipotezę, jednak obecnie większość naukowców uznaje przynależność plakodontów do zauropterygów. Placodus jest dość podobny do innego nieopancerzonego plakodonta: Paraplacodus, jednak jego bliższymi krewnymi są prawdopodobnie Cyamodontoidea.
Za ważne uznaje się dwa lub trzy gatunki Placodus: typowy P. gigas, P. antiquior i P. inexpectatus. Jiang i współpracownicy nie wyróżnili P. antiquior, natomiast Diedrich zasugerował, że P. inexpectatus może być identyczny z plakodusami odkrytymi w Rumunii. Wiele innych gatunków zaliczanych do rodzaju Placodus zostało uznanych za nomina dubia przez Rieppela.